# یانوش کوئوشینسکی
یانوش کوئوشینسکی (لهستانی: Janusz Kłosiński؛ ‏ ۱۹ نوامبر ۱۹۲۰ – ۸ نوامبر ۲۰۱۷) بازیگر، کارگردان نمایش و کارگردان فیلم اهل لهستان بود. وی دانش‌آموختهٔ آکادمی ملی هنرهای نمایشی الکساندر زلوروویچ در ورشو بود.
از فیلم‌ها یا برنامه‌های تلویزیونی که وی در آن نقش داشته‌است می‌توان به شیطان در کلاس هفتم، همه چیز درست خواهد شد، چگونه جنگ جهانی دوم را آغاز کردم، سفری برای یک لبخند، پنج، یانوشیک، ترانه عاشقانه‌ای برای یانوشک، مرد بی‌نهایت آرام، چهل‌ساله، عقاب، علائم شناسایی: ندارد، پیروزی آسان،  عروسک، قماری بالاتر از زندگی، دست‌نوشته ساراگوسا، چهار تانکچی و یک سگ و یک فاجعه اشاره کرد.
وی همچنین برندهٔ جوایزی همچون نشان چهلمین سالگرد خلق لهستان و نشان دهمین سالگرد خلق لهستان شده‌است.